# Xfire
Xfire (произносится как «Икс-Файр») — бесплатная программа обмена мгновенными сообщениями, ориентированная на игроков в сетевые игры, а также служащая в качестве браузера игровых серверов и имеет ряд других функций. В настоящее время Xfire доступна только для пользователей Microsoft Windows.
Имеется поддержка русского языка и наличие официального русского сообщества.
Первоначально Xfire разрабатывалась компанией Ultimate Arena, расположенной в Менло Парк, Калифорния, а потом перешла во владение компании Viacom. В настоящее время Xfire насчитывает более 18 миллионов зарегистрированных пользователей.
2 августа 2010 года Xfire была продана компании Titan Games, сумма сделки пока не афишируется.

## История
Компания «Xfire, Inc» была основана в 2002 году Деннисом «Thresh» Фонгом (бывший чемпион США в Quake), Майком Кэссиди, Максом Вун и Давидом Лави. Компания была изначально названа «Ultimate Arena», но изменила своё название, когда её программа Xfire стала более популярным и успешным, чем её игры на сайте.
Программа Xfire под кодовым названием «Скавилл», была впервые разработана в 2003 году. 25 апреля 2006 года, Xfire была приобретена компанией Viacom за цену в 102 миллиона долларов.
В сентябре 2006 года, компания Sony была неправильно понята, когда она объявила, что Xfire будет использоваться для PlayStation 3. На самом деле Sony имела в виду, что только одна игра для PlayStation 3 (Untold Legends: Dark Kingdom) будет использовать некоторые функции Xfire с расчётом на будущую поддержку этой программы.
7 мая 2007 года, владельцы Xfire объявили, что они имеют более 7 миллионов зарегистрированных пользователей.
13 июня 2007 года, Майк Кэссиди (бывший генеральный директор и соучредитель) покинул компанию для работы в венчурной компании Benchmark Capital. Адам Бойден (вице-президент по развитию бизнеса и маркетингу) был назначен на его место.

### Судебные иски
28 января 2005 года корпорация «Yahoo! Inc.» подала иск против «Xfire, Inc», утверждая что Xfire нарушает патент, выданный «Yahoo!» на использование связи мессенджера с игровыми серверами. 10 марта 2005 года «Xfire, Inc» подала встречный иск против «Yahoo!». Встречный иск в итоге был отклонён судьей. Было составлено соглашение об урегулировании ситуации между компаниями по состоянию на 31 января 2006 года. Подробности были опубликованы на форумах в Xfire, хотя условия сделки не разглашаются.

## Возможности
Xfire имеет множество функций. Большинство из них могут быть использованы только в игре. Среди этих возможностей:

### Обнаружение игры
Одной из функций Xfire является способность обнаруживать установленные на компьютере видеоигры. Анализируя запущенные процессы, Xfire может обнаруживать запущенные игры и отображать эту информацию в статусе клиента. Для многих игр, она также может определить, на каких серверах и на каком уровне играют друзья, задержку прохождения сигнала к этому серверу. К некоторым играм можно присоединиться мгновенно. Xfire ведёт журналы, где отражает в какие игры играют пользователи, сколько часов они играют, а также сохраняет другую информацию (например, достижения игроков) взятые из игровых серверов. Эта информация может быть преобразована в PNG изображение и доступна на сервере через PHP для каждого пользователя и может использоваться в качестве подписи игрока.

### Обмен мгновенными сообщениями
Xfire получил наибольшую популярность благодаря своей способности получать и отправлять мгновенные сообщения внутри игры в полноэкранном режиме, избавляя пользователя от необходимости сворачивать игровое окно. Пользователи могут отправлять сообщения другим игрокам не заходя в игру, а также могут видеть, в какие именно игры играют их друзья. Если пользователь не играет в данный момент в игру, но хочет присоединиться к играющему другу, Xfire позволяет запустить игру и присоединиться к серверу друга автоматически.

### Поддержка различных протоколов
В Xfire есть встроенный клиент AOL Instant Messenger, а также плагин Windows Live Messenger. В настоящее время он поддерживает только чаты, и не поддерживает других возможностей AIM. Пользователи могут теперь получить доступ к Твиттеру (Twitter) через Xfire. Они могут просматривать обновления размещенные другими пользователями, а также публиковать свои собственные. Недавно была добавлена функциональность Google Talk.

### Голосовой чат
Начиная с версии 1.43, выпущенной в августе 2005 года, Xfire добавил бета-версию функций голосового чата с помощью передачи голоса по IP технологии. До начала 2009 года были трудности с организацией голосового чата при использовании обычного чата, но эта проблема была решена. В настоящее время Xfire использует голосовой чат сессий высокого качества, который они называют "Xfire Pro-Voice".

### Скриншоты и видео
Xfire умеет делать скриншоты в играх, сохраняя их в определенную папку, однако работает это только в играх с поддержкой Xfire In-Game. Пользователь может делать столько скриншотов, сколько пожелает. При выходе из игры Xfire отобразит в новом окне все созданные скриншоты, которые, затем, можно загрузить на свою страничку профиля. К каждому скриншоту так же можно добавить описание. Не все игры поддерживают Xfire In-Game.
Xfire так же может снимать видео во время игры. Естественно, это сказывается на общей производительности. На слабых компьютерах количество кадров в секунду может значительно проседать. Это типично для всех программ, записывающих видео в играх и не является особенностью Xfire.

### Система кланов и гильдий
В Xfire версии 1.63 была представлена бета версия системы Кланов. Она позволяла создавать Кланы или Гильдии на сайте Xfire и приглашать туда пользователей. Так же здесь присутствовали некоторые особенности. Разделение пользователей на ранги, выбор любимых игр с отображением общего количества наигранных часов и другое. К тому же все пользователи Кланов и Гильдий отображались в самой программе. Это налагало некоторые ограничение на допустимое количество пользователей. Позднее были реализованы Кланы и Гильдии с неограниченным количеством людей, НО пользователи не отображались в самой программе. В версии 1.85 система Кланов и Гильдий была представлена официально.

### Видео-трансляция игрового процесса
Xfire реализовали систему трансляции игрового процесса в версии 1.97. Трансляцию можно было смотреть через Веб-браузер с использованием стороннего плагина. Первоначально поддерживались только Microsoft Internet Explorer и Mozilla Firefox. В версии 1.113, выпущенной 17 августа 2009 года, система трансляции сменила партнера и просмотр трансляции стал возможен на любом браузере, поддерживающем flash. Это позволило всем наблюдать за трансляцией видео. При начале трансляции создается чат-комната, где могут общаться все наблюдатели. Чуть позднее добавили возможность включать трансляцию только для друзей.

### Веб-серфинг в игре
Возможность просмотра веб-страниц в режиме In-Game была добавлена в версии 1.103. При открытии внутриигрового браузера открывается домашняя страничка: сайт Xfire со страницей запущенной игры, на которой отображается статистика по этой игре, патчи к ней, кланы и другое. (До сих пор существует проблема для русскоязычных пользователей: во внутриигровом браузере нет возможности переключаться на русскую раскладку)

### Поддержка
На 8 мая 2011 года в Xfire поддерживается 2035 игр различных жанров.
Поддержка Windows 98 и Windows Me была прекращена в январе 2007 года.